# Rezerwat przyrody Czartowe Pole
Rezerwat przyrody Czartowe Pole – rezerwat przyrody w województwie lubelskim, znajdujący się na terenie gmin Józefów (powiat biłgorajski) i Susiec (powiat tomaszowski). Leży w obrębie Parku Krajobrazowego Puszczy Solskiej.
Powołany został Zarządzeniem Ministra Leśnictwa i Przemysłu Drzewnego z dnia 21 lipca 1958 roku w sprawie uznania za rezerwat przyrody (Monitor Polski nr 63, poz. 363). Celem powołania było zachowanie przełomu i doliny roztoczańskiej rzeki Sopot. W akcie powołującym powierzchnia rezerwatu została określona na 63,71 ha. Dane nadleśnictwa podają jednak powierzchnię 80,07 ha.
Rezerwat położony jest na wysokości ok. 217–255 m n.p.m.
Nazwa Czartowe Pole pochodzi od legendy związanej z objętą rezerwatem polaną, o której mówiono, że jeno czarci tam hasali.
Szczytowe części stromych zboczy doliny Sopotu porasta bór sosnowy przechodzący niżej w mieszany bór wilgotny (przeważają sosna, świerk i jodła). Dno doliny porastają głównie lasy łęgowe (występuje tu olsza czarna), a miejscami podmokłe łąki. W rezerwacie można zobaczyć rzadkie rośliny, takie jak: wawrzynek wilczełyko, zachyłka Roberta (ściany ruin papierni), zanokcica skalna i zielona, parzydło leśne, storczyk plamisty, paprotnik kolczysty i nerecznica szerokolistna.
Rezerwat nie posiada aktualnego planu ochrony, obowiązują w nim jednak zadania ochronne, na mocy których obszar rezerwatu podlega ochronie czynnej (wcześniej część obszaru objęta była ochroną ścisłą). Działania podejmowane w ramach zadań ochronnych skupiają się obecnie na ograniczeniu gradacji kornika ostrozębnego i jodłowca krzywozębnego.
Na terenie rezerwatu znajdują się:
- ruiny starej papierni Zamoyskich, o których informuje tablica na ścieżce dydaktycznej, biegnącej obok obiektu: są to ruiny dużego zakładu przemysłowego z XVII w. Ordynacji Zamoyskich. W latach Księstwa Warszawskiego i Królestwa Polskiego zakład był dzierżawiony przez Lejbusia Kahana, a potem przez Całę Waxa – właściciela drukarni hebrajskiej w Józefowie. Produkował 80% papieru w guberni lubelskiej. Do upadku przyczyniły się dwie powodzie (1848 r. i 1870 r.) oraz pożar (1883 r.)[3].
- pomnik upamiętniający manewry wojsk polskich w 1931 roku[3]
- symboliczne groby partyzantów poległych w walkach w 1943 roku:
  - Umer Achmołła Atamanow ps. „Miszka Tatar” – dowódca oddziału GL, który zginął 1 czerwca 1943 roku podczas ataku na hitlerowską ekspedycję karną w Józefowie[3],
  - Hieronim Miąc ps. „Korsarz” – dowódca józefowskiego oddziału ZWZ-AK, zmarł 5 sierpnia 1943 roku w czasie operacji amputacji ręki. Ranny został w czasie walk w lesie Dębowce.

## Szlaki turystyczne
szlak krawędziowy prowadzący drewnianymi pomostami wzdłuż serii wodospadów
 ścieżka przyrodnicza o długości 1,3 km
Oba szlaki przechodzą przez parking przy szosie Hamernia – Susiec.

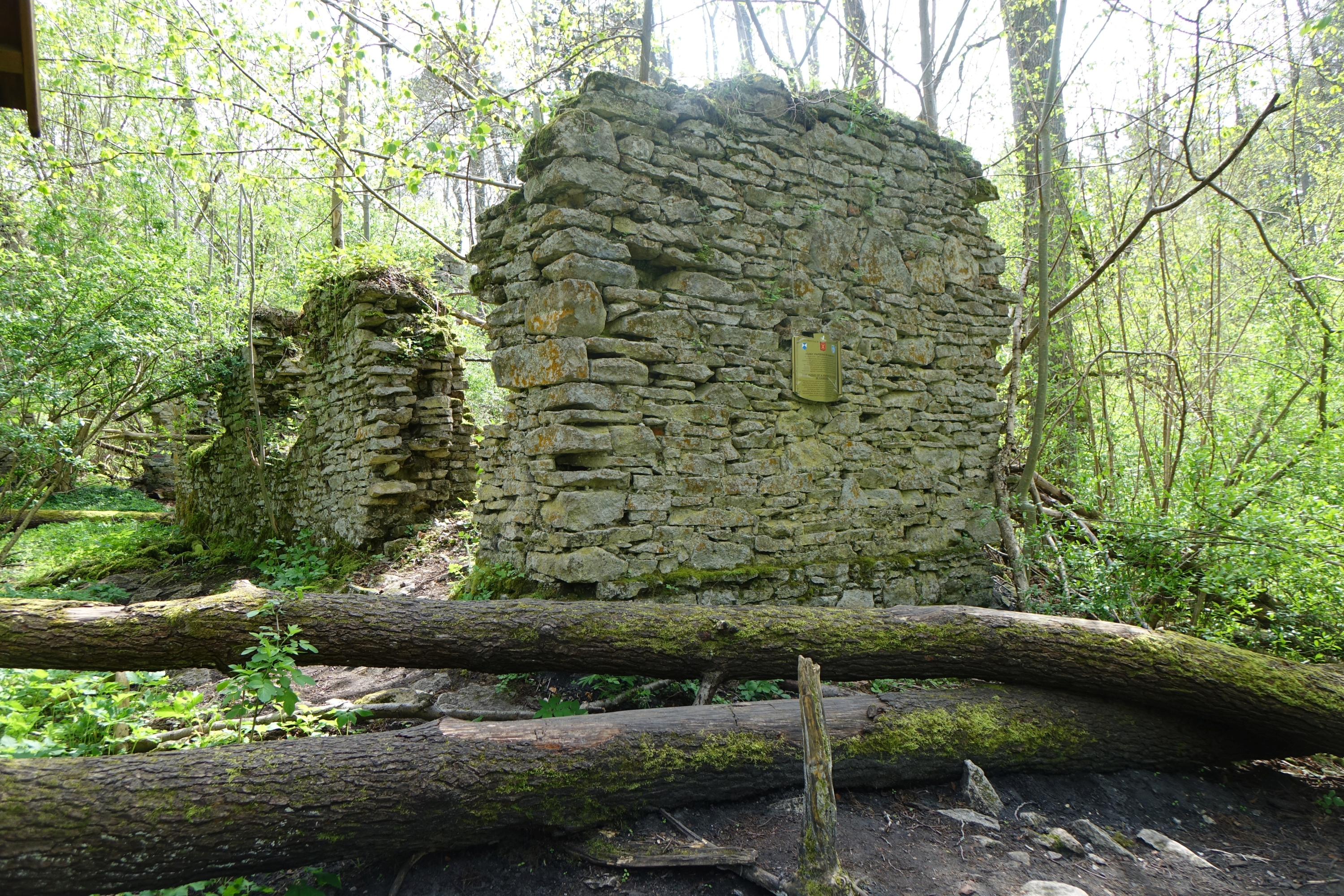
Ruiny starej papierni
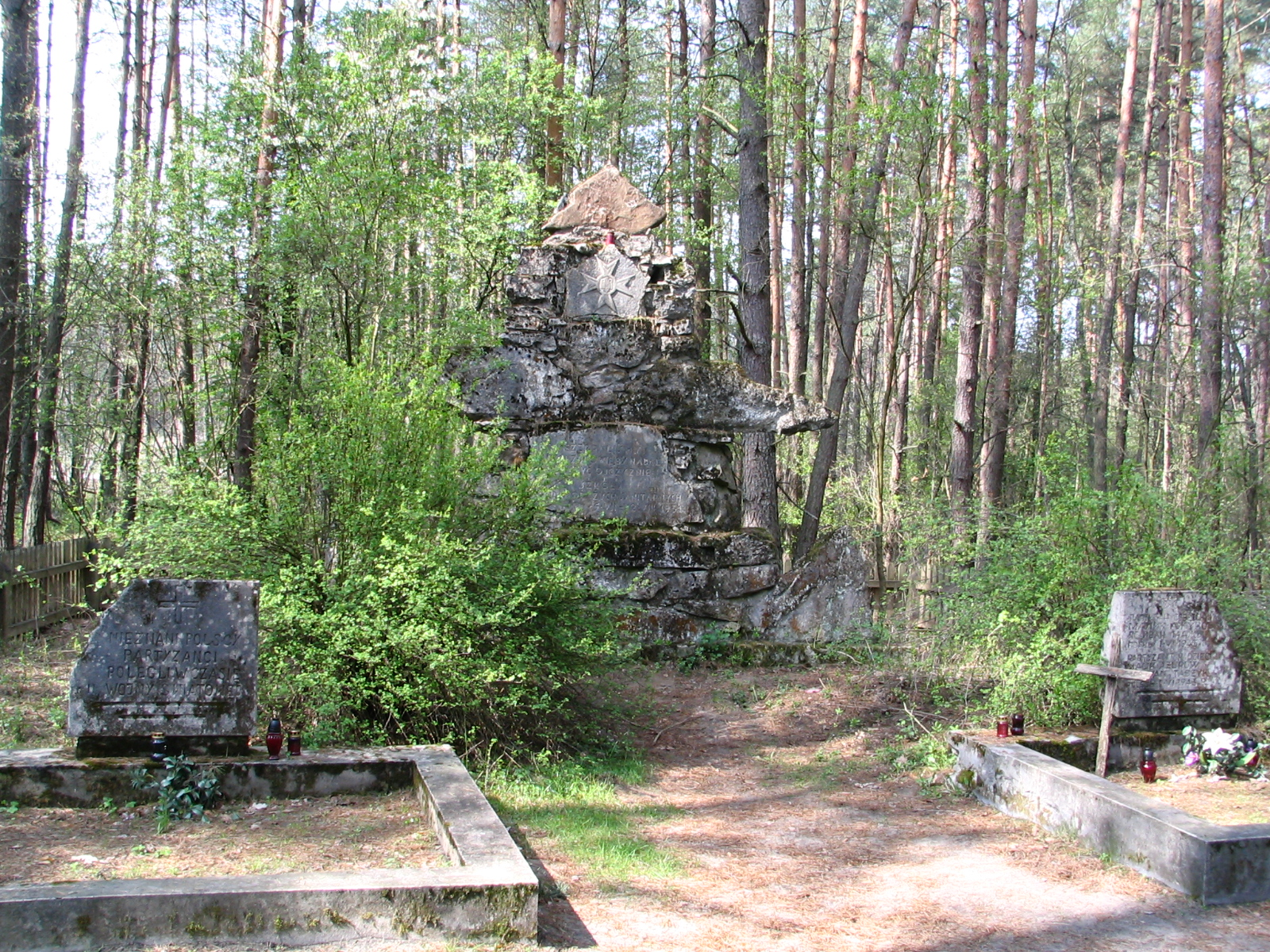
Monument z 1931 roku oraz symboliczne mogiły partyzantów
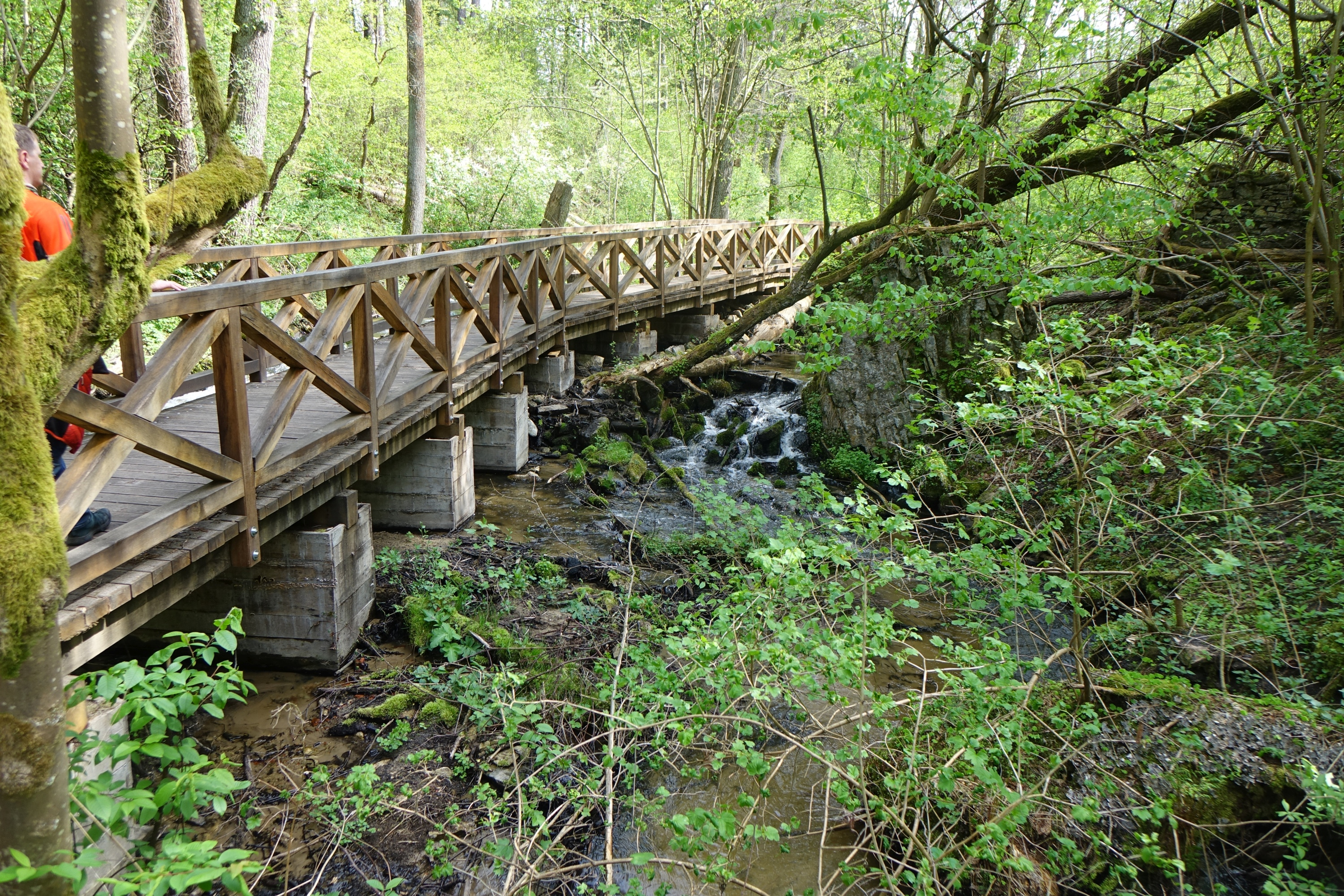
Kładka przez Sopot
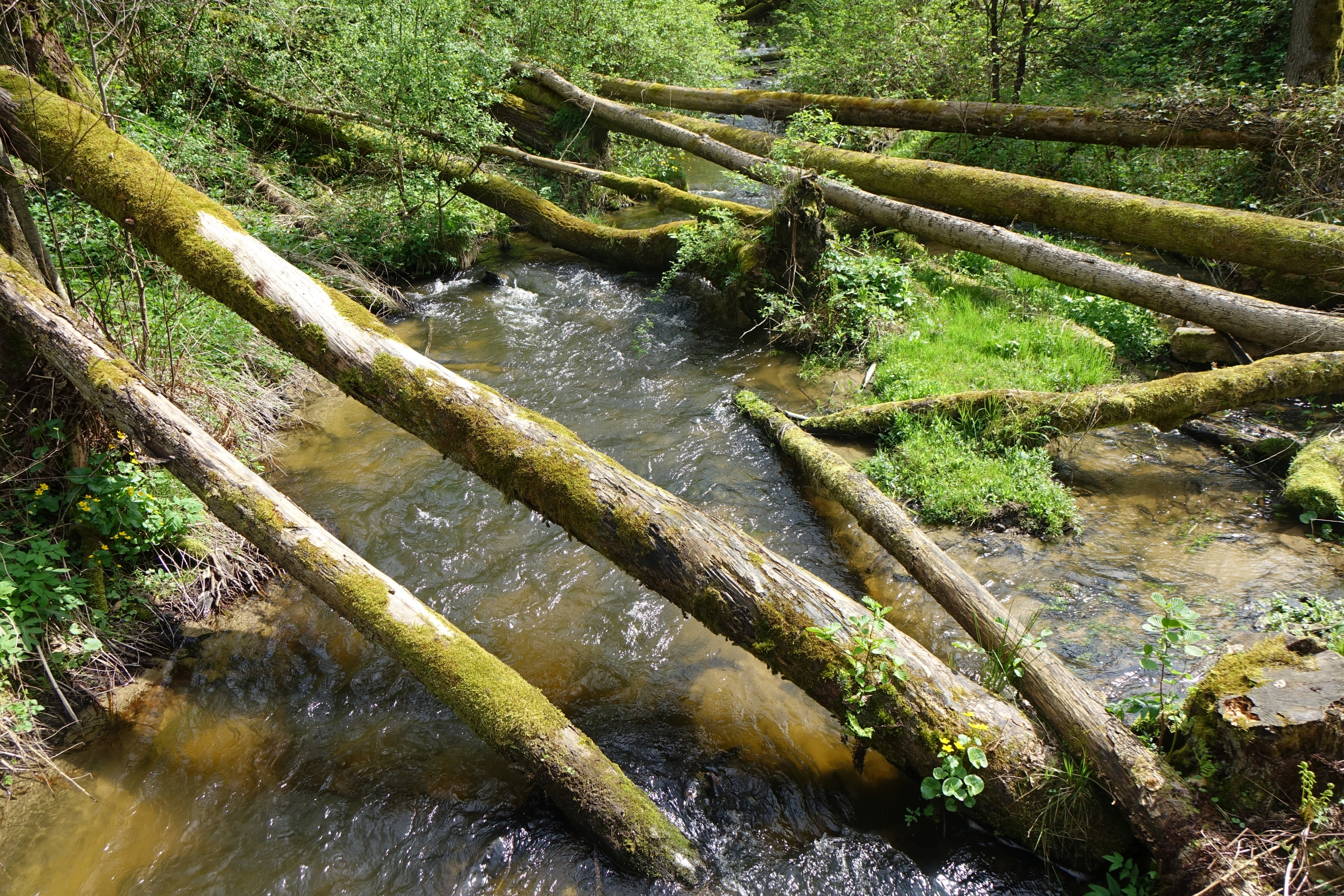
Fragment rezerwatu